# Истиея
Истие́я (Истиэя, греч. Ιστιαία) — малый город на северо-западном побережье Эвбеи в Греции, на месте древнего города Гестиеи. Построен на высоте 36 метров над уровнем моря, у подножия Телетрио, на левом берегу Ксирьяса (Ξηριάς), в древности известном как Каллант (Κάλλαντας), в 67 километрах к северо-западу от Халкиды, в 62 километрах к востоку от Ламии и в 119 километрах к северо-западу от Афин. Административный центр общины (дима) Истиея-Эдипсос в периферийной единице Эвбее в периферии Центральной Греции. Население 4339 жителей по переписи 2011 года.
Южнее города проходит национальная дорога 77 Халкида — Эдипсос.

## История
Согласно археологическим находкам древний город Гестиея (Гистиея, др.-греч. Ἑστίαια) находился на холме Кастро (Κάστρο). Упоминается Гомером в «Списке кораблей» как πολυστάφυλος «обильный виноградом», вероятно из-за плодородной равнины, и Геродотом. По Страбону перребы захватили Гистиеотиду на Эвбее, область Гестиеи и вытеснили гистиейцев в Перребию в Фессалии, названную так же Гистиеотидой. После выхода из Первого афинского морского союза разрушен афинянами при Перикле, жители изгнаны в Македонию и создана клерухия Орей (Ὠρεός). После окончания Пелопоннесской войны городом правили проспартанские олигархи.
Современное поселение называлось Ксирохо́ри (Ξηροχώρι) до 1913 года.

## Сообщество Истиея
В общинное сообщество Истиея входят пять населённых пунктов. Население 5522 человек по переписи 2011 года. Площадь 45,531 км².
| Наименование | Население (2011), человек |
| ------------ | ------------------------- |
| Айос-Еорьос  | 389                       |
| Истиея       | 4339                      |
| Канатадика   | 59                        |
| Неа-Синасос  | 565                       |
| Неохорион    | 170                       |

## Население
| Год  | Население, человек |
| ---- | ------------------ |
| 1991 | 4102               |
| 2001 | 4164               |
| 2011 | ↗ 4339             |